# Kolegiátní kostel

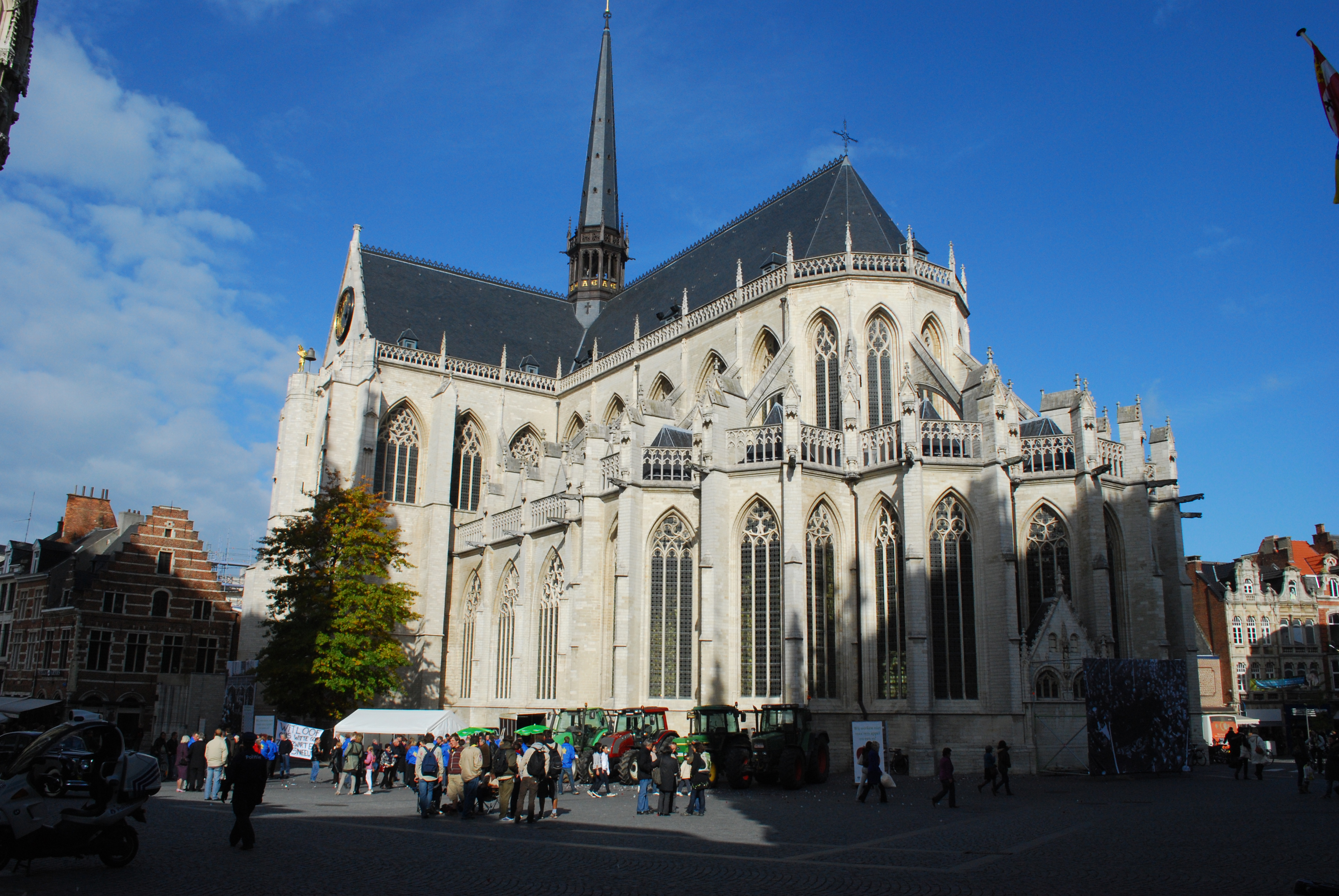
Kolegiátní kostel svatého Petra, hlavní kostel vlámského města Lovaň

Kolegiátní kostel je dle tradice katolické církve kostel většího významu (nikoli však katedrála), v němž denní bohoslužbu vykonává kolegium nebo kapitula kanovníků, založené za účelem zvýšení slavnostnosti křesťanského kultu.
Titul kolegiátního kostela zpravidla zůstává zachován i v případě, kdy kapitula kanovníků již neexistuje. Zakládání, obnova nebo rušení kolegiátních kapitul přísluší pouze Svatému stolci.
Kolegiátní kostely (titulární i skutečné) se udržely i v některých luterských a anglikánských církvích (například Kolegiátní chrám svatého Petra ve Westminsteru).